# Lundø Sogn
Lundø Sogn er et sogn i Skive Provsti (Viborg Stift).
I 1800-tallet var Dommerby Sogn og Lundø Sogn annekser til Højslev Sogn. Alle 3 sogne hørte til Fjends Herred i Viborg Amt. Højslev-Dommerby-Lundø sognekommune blev ved kommunalreformen i 1970 indlemmet i Skive Kommune.
I Lundø Sogn ligger Lundø Kirke.
I sognet findes følgende autoriserede stednavne:
- Jelse Odde (areal)
- Lundø (bebyggelse, ejerlav)
- Lundø Hage (areal)
- Norge (bebyggelse)
- Termø (areal)